# Mosquée bleue d'Erevan
Pour les articles homonymes, voir Mosquée bleue (homonymie).
La mosquée bleue Gök Jami (en arménien Կապույտ Մզկիթ, Kapuyt Mzkit, ou Գյոյ Մզկիթ, Gyoy Mzkit ; en Persan مسجد کبود) est une mosquée iranienne basée à Erevan en Arménie.

## Histoire
Elle fut construite en 1765-1766 sous le règne d'Hussein Ali, le khan d'Erevan (la mosquée est d'ailleurs parfois appelée « la mosquée d'Hussein Ali »). Avant la soviétisation de l'Arménie, elle est une des huit mosquées de la ville. En 1952, elle est un moment transformée en planétarium sur ordre du gouvernement soviétique qui y interdit les services religieux.
Jusqu'à la guerre du Haut-Karabagh au cours de laquelle la majorité des Azéris a fui hors du pays entre 1988 et 1991, elle est la principale mosquée de cette population musulmane. Ce sont aujourd'hui les Iraniens voisins qui la fréquentent.

## Description
Occupant un terrain de 7 000 m2, la mosquée est composée d'une salle de prière principale, de 28 autres salles, d'une bibliothèque et d'une cour intérieure. Il ne reste aujourd'hui qu'un seul des quatre minarets de 24 mètres de haut construits à l'origine. Les trois autres ont été détruits en 1952 après la transformation de l'édifice en planétarium.
Depuis 1995, la mosquée a subi plusieurs rénovations, principalement financées par des fonds iraniens, ce qui a permis la reprise d'un service religieux régulier. La dernière d'entre elles a été achevée en 1999.

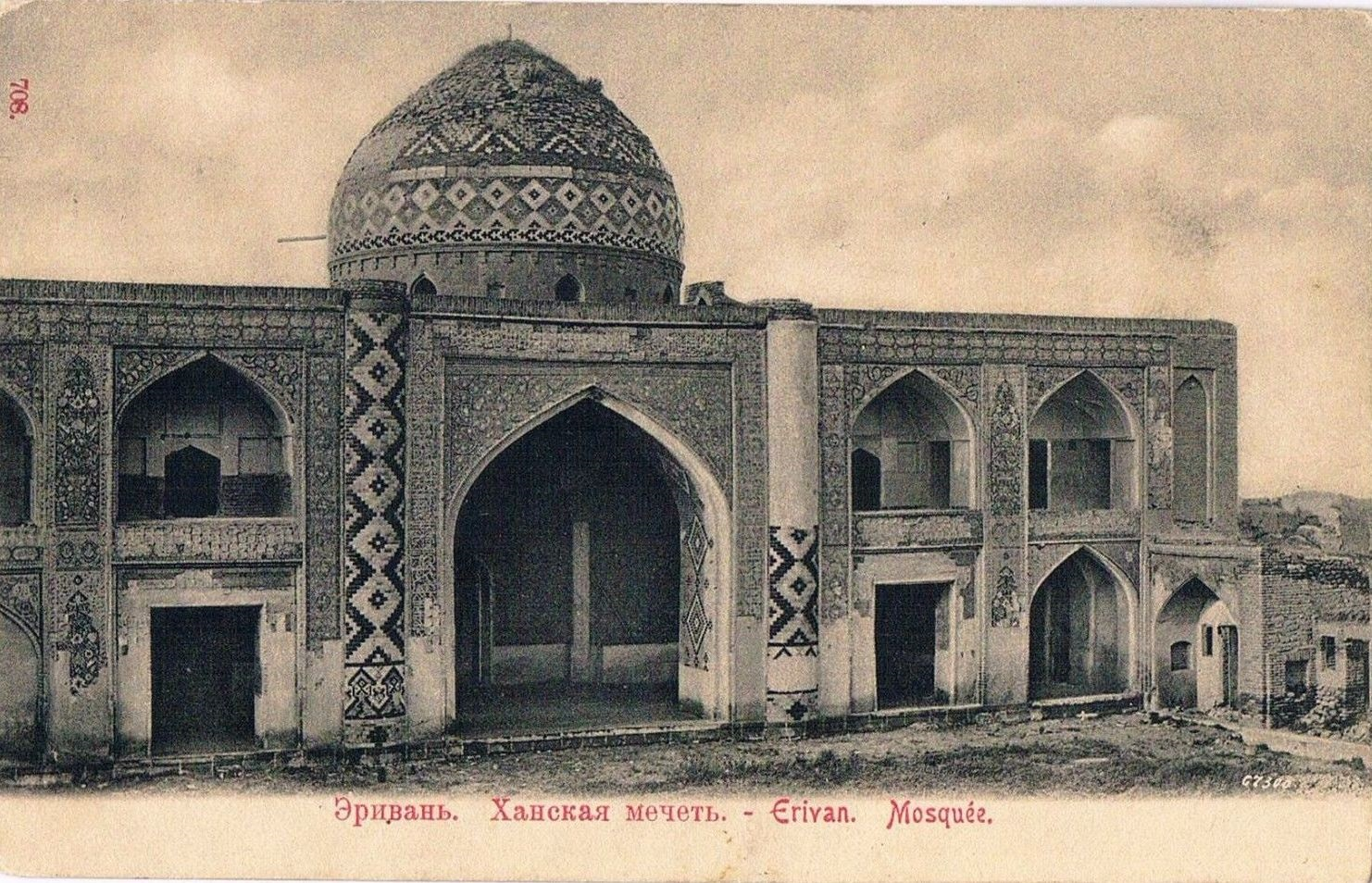
La mosquée bleue au XIXe siècle.
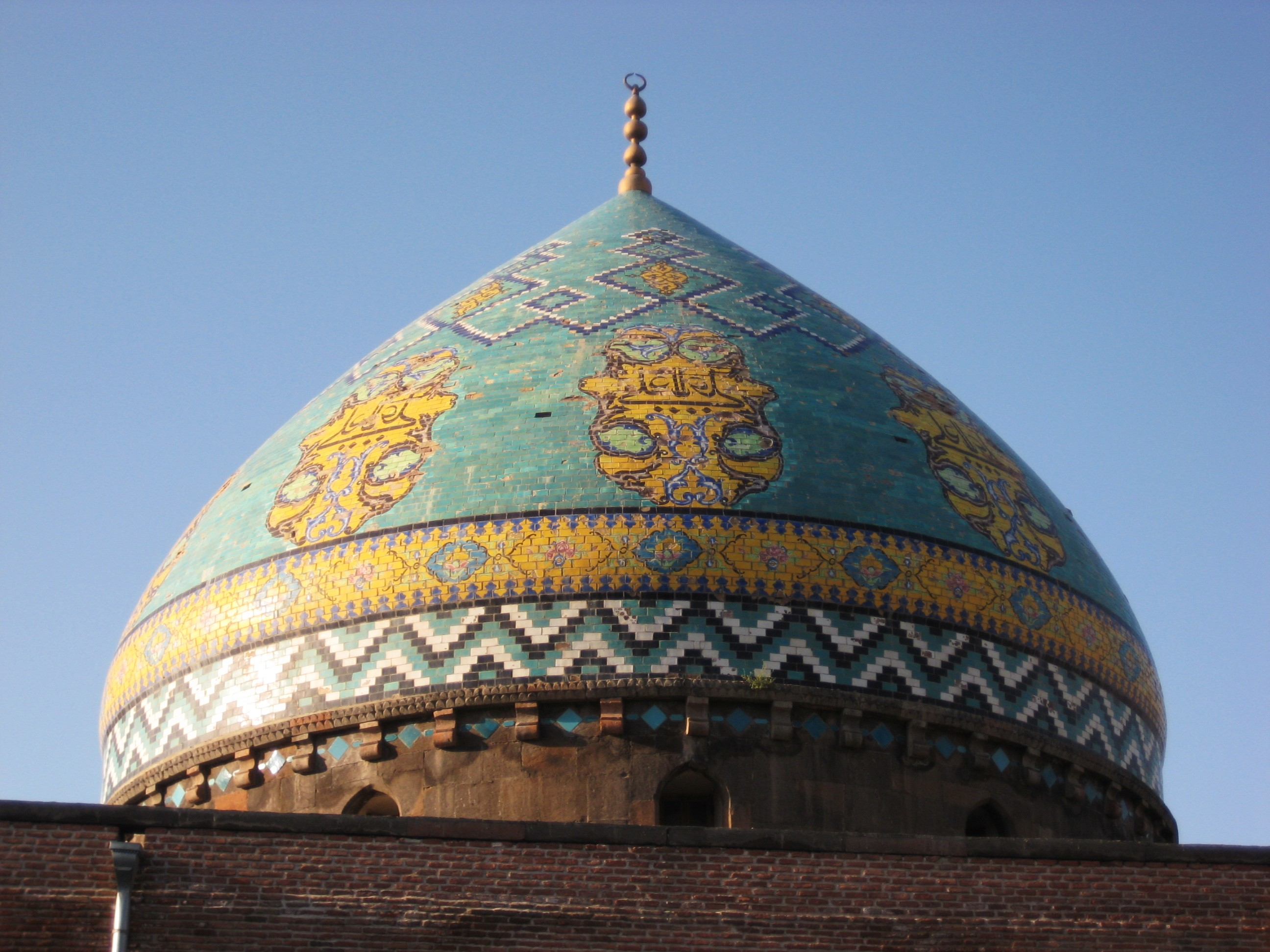
Dôme
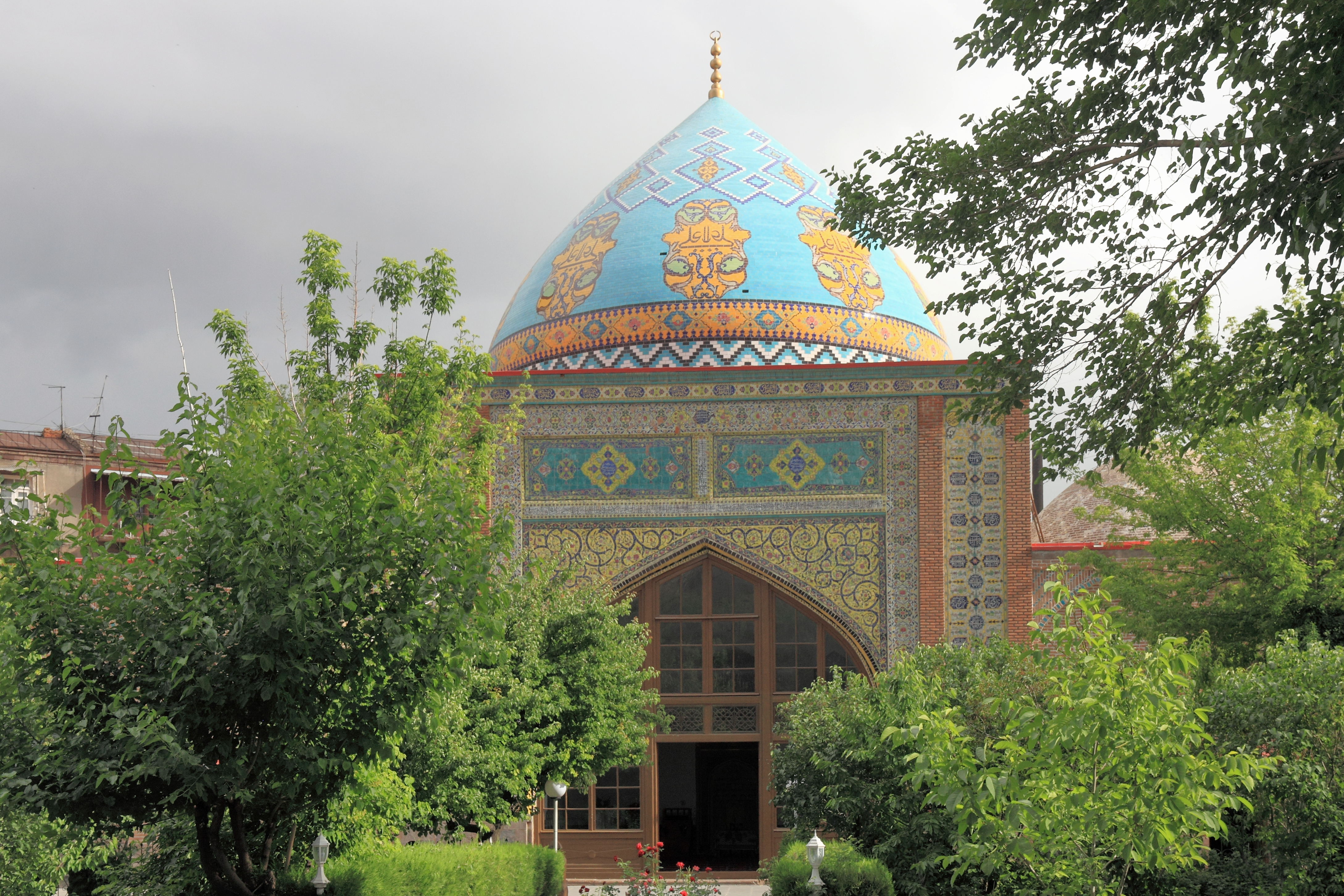
La mosquée
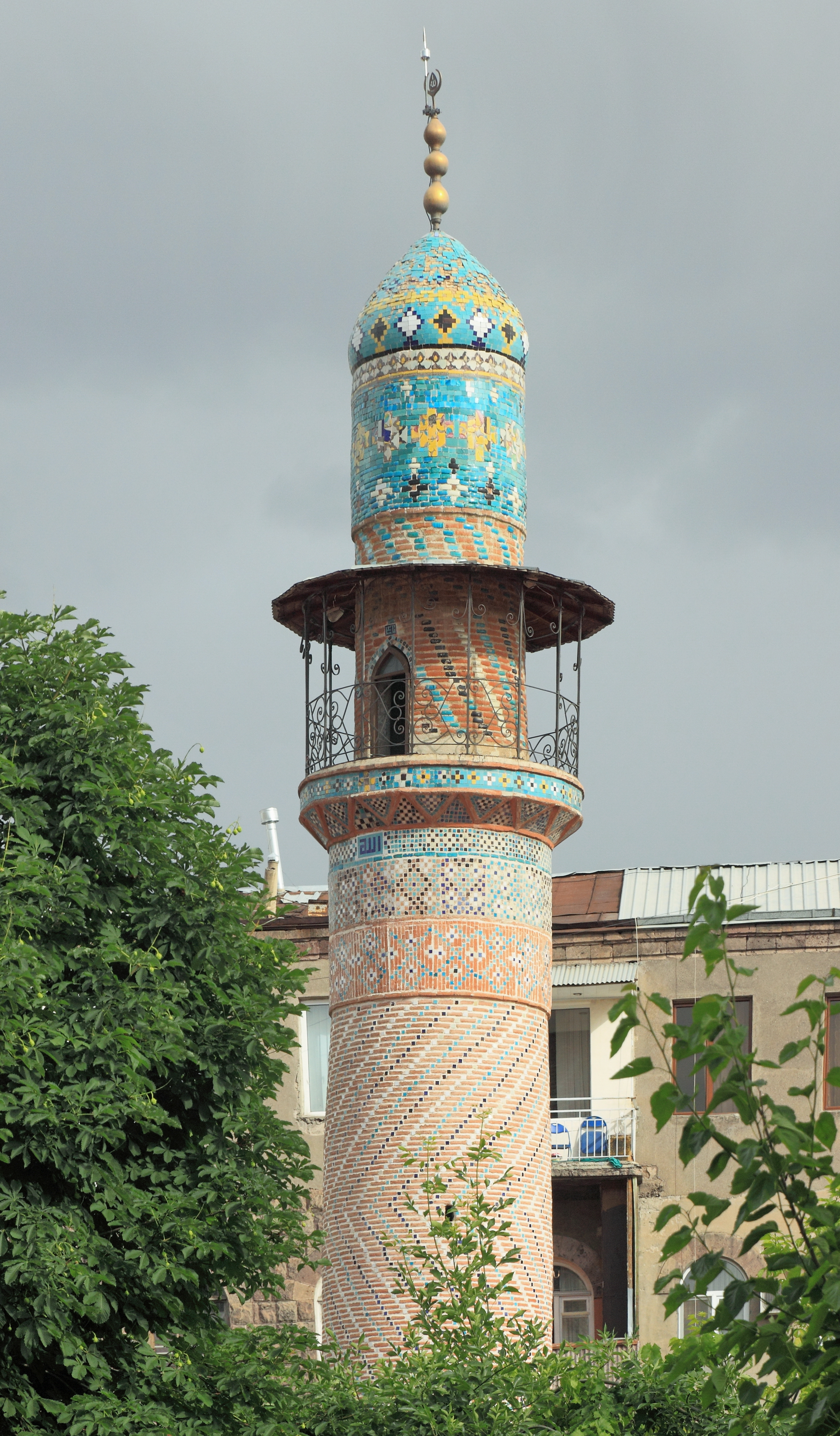
Le dernier des quatre minarets originels de la mosquée.
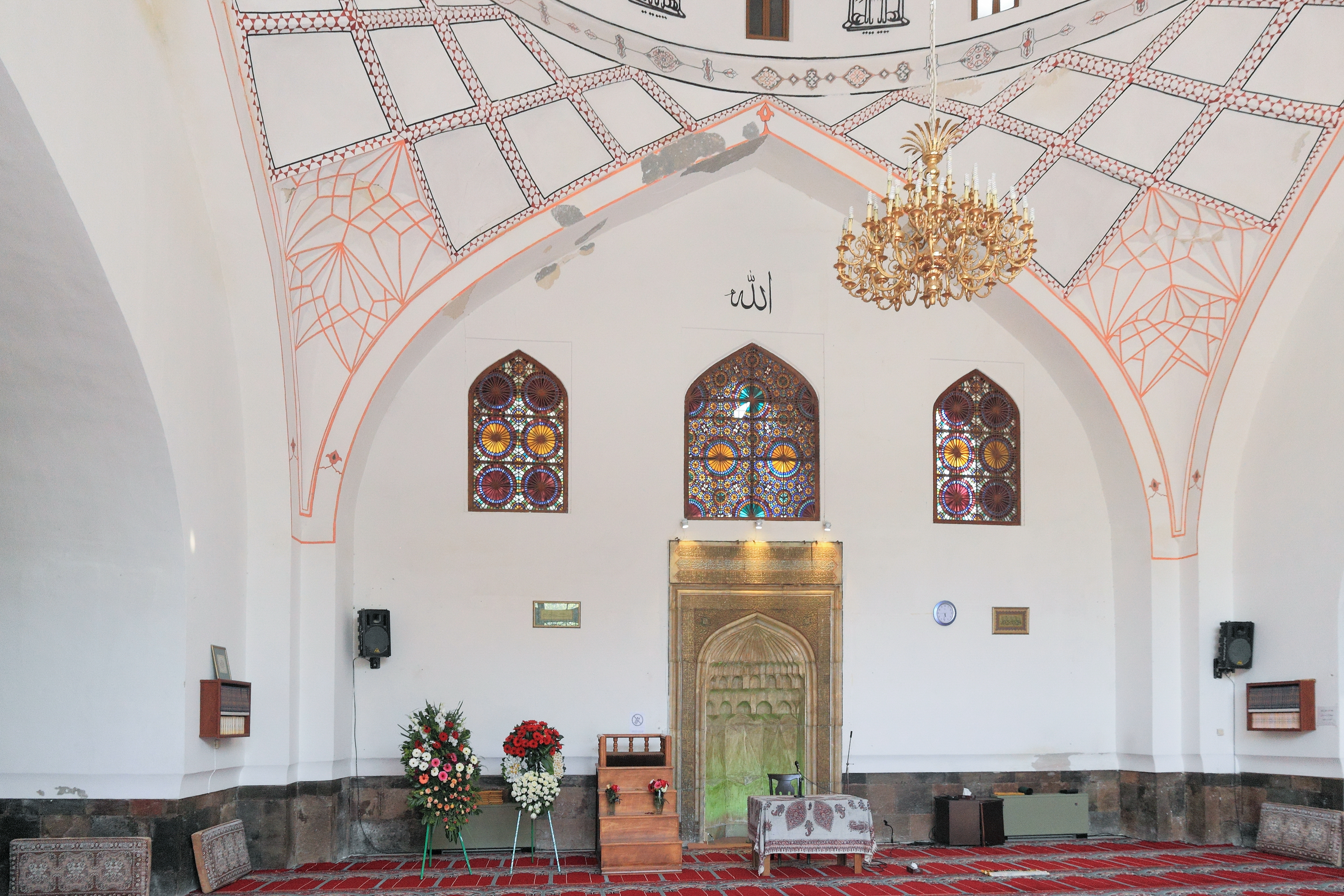
Intérieur
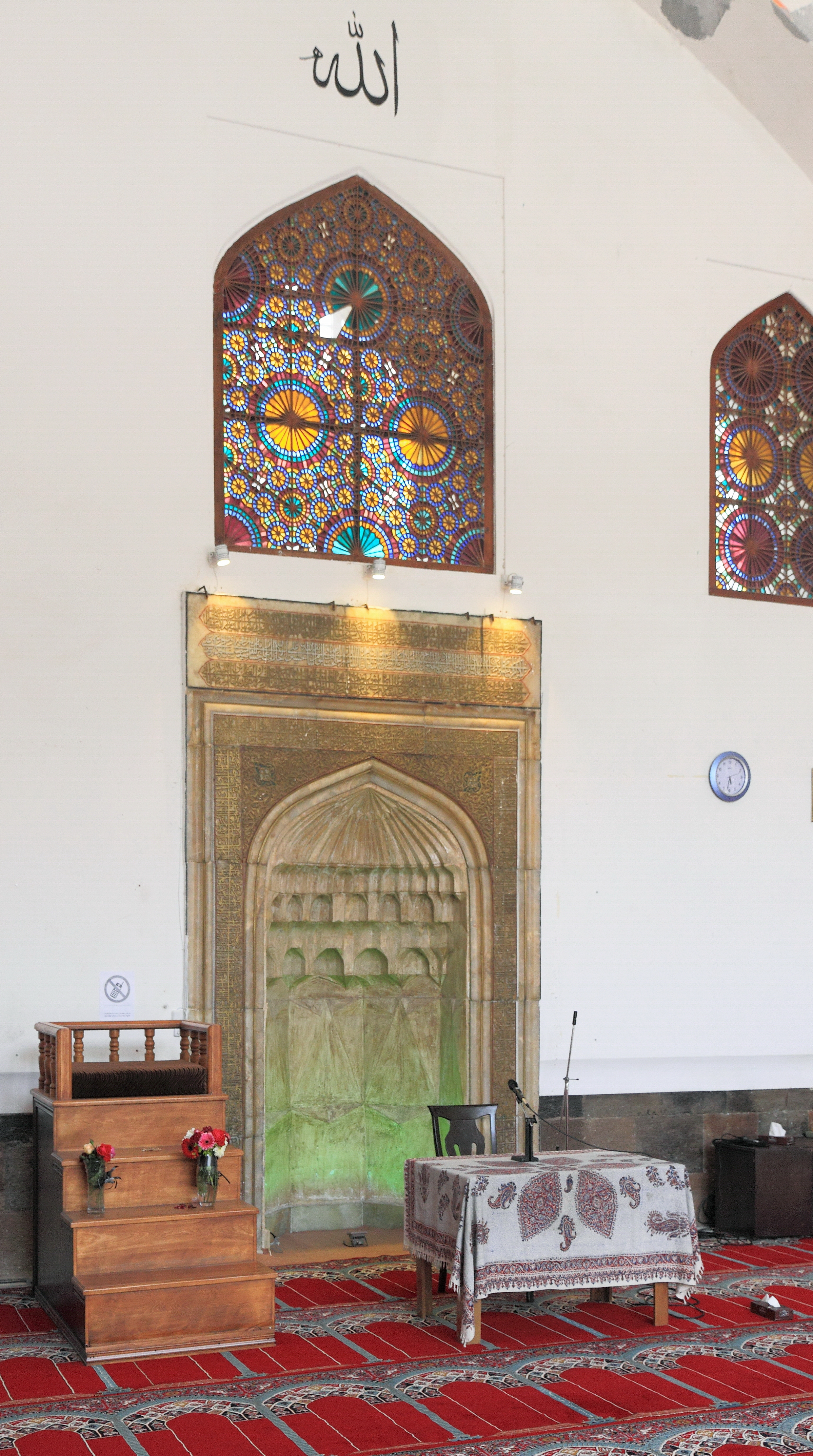
Mihrab
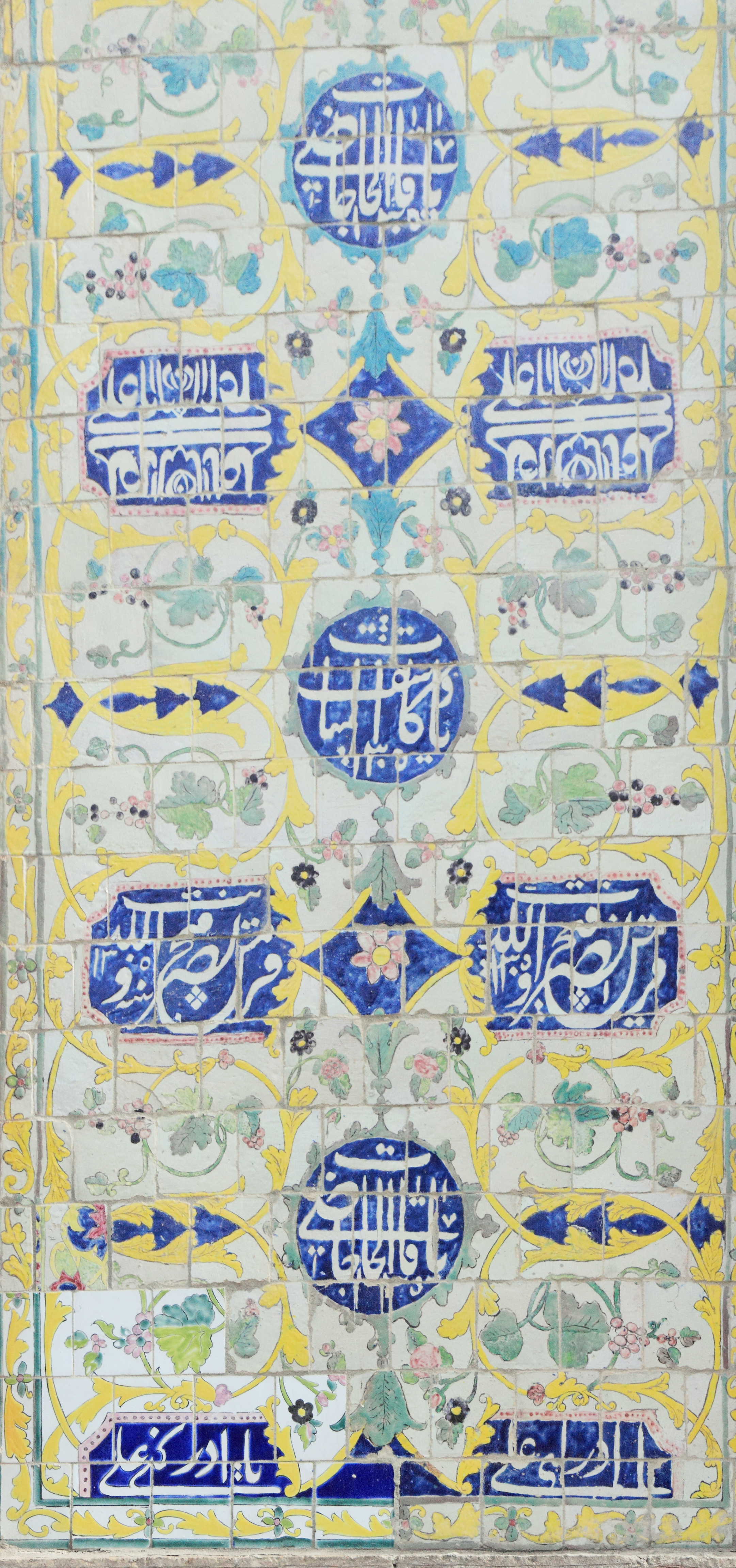
Carreaux décorés